# Черчилль, Клементина
Клементина Огилви Спенсер-Черчилль, баронесса Спенсер-Черчилль (англ. Clementine Ogilvy Spencer-Churchill, Baroness Spencer-Churchill, в девичестве — Хозьер (англ. Hozier); 1 апреля 1885 — 12 декабря 1977) — жена премьер-министра Великобритании Уинстона Черчилля.
Дама Большого Креста ордена Британской империи, кавалер Ордена Трудового Красного Знамени (СССР).

## Биография

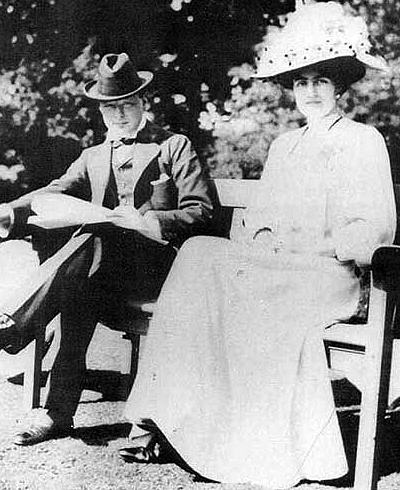
У. Черчилль и Клементина Хозьер незадолго до их бракосочетания в 1908 году

Родилась 1 апреля 1885 года. Официально дочь полковника в отставке Генри Монтегю Хозьера и леди Бланш Генриетты Огилви, однако относительно отцовства возможны варианты. C Уинстоном Черчиллем Клементина познакомилась в 1904 году.
12 сентября 1908 года Уинстон и Клементина поженились в Церкви Святой Маргариты, провели медовый месяц в Бавено, Венеции и замке Вевержи в Моравии; прежде, чем поселиться в лондонском доме на Экклстон-сквер, 33.
У них было пятеро детей:
- Диана (1909—1963), была замужем дважды, от второго брака с Дунканом Сэндисом родилось 3 детей
- Рэндольф (1911—1968), первый брак — с Памелой Берилл Дигби с 1939 по 1946 гг, второй брак — с Джун Осборн с 1948 г. В обоих браках родился ребёнок.
- Сара (1914—1982), была замужем трижды, первый брак закончился разводом, второй и третий — вдовством; детей не имела.
- Мэриголд (1918—1921) — умерла в возрасте двух лет;
- Мэри (1922—2014), в 1947 году вышла замуж за политика-консерватора Кристофера Соумса, 5 детей.

Брак Черчиллей был близким и нежным.
В период Второй мировой войны являлась президентом «Фонда помощи России Красного Креста» («Aid to Russia Fund»), действовавшего с 1941 по 1951 год и оказавшего большую помощь Советскому Союзу медикаментами, медоборудованием для госпиталей, продуктами питания. Всего за годы войны «Фондом помощи России» госпожи Черчилль было собрано средств на общую сумму более 8 миллионов фунтов стерлингов (около 200 миллионов в современных деньгах).
7 апреля 1945 года Председатель Совета Народных Комиссаров СССР И. В. Сталин принял госпожу Клементину Черчилль.
В марте 1945 года по приглашению советского Красного Креста Клементина Черчилль приехала в СССР и посетила Ленинград, Сталинград, Ростов-на-Дону, Кисловодск, Пятигорск, Одессу, Ялту и другие города. Из Крыма через Одессу Клементина Черчилль 5 мая прибыла в Москву, где ей был вручён Орден Трудового Красного Знамени; здесь она встретила День Победы. К.Черчилль посетила в Москве школу № 175, московское метро, роддом и госпиталь Приорова, побывала в Большом театре на балетах «Жизель» и «Лебединое озеро».
Клементина Черчилль выступила 9 мая по московскому радио с открытым посланием Уинстона Черчилля к Сталину. 11 мая с Центрального аэродрома вылетела из Москвы и 12 мая вернулась в Лондон.
В 1955 и 1956 годах Клементина Черчилль уничтожила три его портрета кисти крупных британских художников и входивших в семейную коллекцию, посчитав, что они дискредитируют образ Уинстона Черчилля. Среди них получивший широкую известность «Портрет Уинстона Черчилля» Грэхема Сазерленда.
Похоронена на кладбище церкви Святого Мартина в Блейдоне (графство Оксфордшир) рядом с мужем, детьми и другими Черчиллями.

## Награды
Государственные
- Орден Британской империи степени командора (1 января 1918)[5].
- Орден святого Иоанна Иерусалимского степени сестры-командора (19 июня 1942)[6].
- Орден Британской империи степени дамы Большого креста (13 июня 1946)[7]
- Возведение в титул баронессы Спенсер-Черчилль из Чартуэлла[англ.] в графстве Кент с правом на пожизненное пэрство (17 мая 1965)[8].

Иностранные
- Орден Трудового Красного Знамени (СССР, 12 апреля 1945) — «за выдающиеся заслуги в проведении общественных мероприятий по сбору средств в Англии для оказания медицинской помощи Красной армии»[9][10]. Вручён 7 мая того же года во время визита Черчилль в Москву первым заместителем председателя Президиума Верховного Совета СССР Николаем Шверником[11][12].

## Память

Памятная доска в Ростове-на-Дону по адресу ул. Большая Садовая 106/46

- В 2011 году снят фильм из документального цикла «Больше, чем любовь» (телеканал Культура и ООО «Студия „Фишка-фильм“», Россия, Москва): Уинстон Черчилль и Клементина Огилви Хозье. «Клементина и Уинстон» (режиссёр — Игорь Ушаков).
- Именем Клементины Черчилль названа улица в Волгограде.

## Киновоплощение
- 1943 — «Миссия в Москву» — Дорис Ллойд;
- 2017 —«Тёмные времена» (англ. Darkest Hour) — Кристин Скотт Томас.